# Punta Asencio
Punta Asencio es el extremo sudeste de la isla Trinidad en el archipiélago Palmer en la Antártida, a 63°54′S 60°53′O / -63.900, -60.883. 

## Historia
El topónimo recuerda al alférez de navío Salvador Asencio, integrante de la plana mayor de la corbeta ARA Uruguay de la Armada Argentina, en su viaje de relevo de la dotación de las islas Orcadas del Sur durante 1911. Es una nominación realizada por el Servicio de Hidrografía Naval de Argentina en 1984.